# Rumänische Fußballnationalmannschaft (U-21-Männer)
Die rumänische U-21-Fußballnationalmannschaft ist eine Auswahlmannschaft rumänischer Fußballspieler. Sie untersteht der Federația Română de Fotbal, dem rumänischen Fußballverband, und repräsentiert ihn auf der U-21-Ebene, in Freundschaftsspielen gegen die Auswahlmannschaften anderer nationaler Verbände, aber auch bei der Europameisterschaft des europäischen Kontinentalverbandes UEFA oder der Fußball-Weltmeisterschaft der FIFA. Spielberechtigt sind Spieler, die ihr 21. Lebensjahr noch nicht vollendet haben und die rumänische Staatsangehörigkeit besitzen. Bei Turnieren ist das Alter beim ersten Qualifikationsspiel maßgeblich.

## Geschichte
Bei der U-21-Euro 1998 waren die Rumänen Gastgeber und dadurch das erste und bisher einzige Mal für die EM-Endrunde qualifiziert. Da zu diesem Zeitpunkt der Wettbewerb gleich im K.-o.-Modus startete, war für die Rumänen das Turnier bereits nach dem Viertelfinale, also in der ersten Runde, beendet. Man trennte sich von den Niederlanden 1:2, was das Aus bei der ersten Teilnahme bedeutete.
Für das Turnier von 2006 wurde das Team in die Gruppe 1 gelost. Dort traf es auf die Niederlande, Tschechien, Mazedonien, Finnland und Armenien. Nach gutem Start mit Siegen über Finnland und Mazedonien, erfolgte schnell die Ernüchterung mit einer 1:4-Niederlage gegen die Auswahl Tschechiens. Nach einem 2:0-Erfolg gegen den Mitkonkurrenten aus den Niederlanden, war das Team auf gutem Weg zur Qualifikation für die Europameisterschaft. Doch nur fünf Tage nach diesem Sieg folgte eine 0:1 Schlappe gegen Außenseiter Mazedonien. Zwar verloren die Rumänen keines der folgenden Spiele, aber weder die Tschechen, noch die Niederländer gaben sich Blöße, so dass das Team nur den dritten Platz erreichte und den nötigen zweiten Rang um zwei Punkte verpasste.
Da die nächste Europameisterschaft nach der EM 2006 nicht erst wie üblich zwei Jahre später, sondern bereits 2007 stattfand, wurde die entsprechende Qualifikation in einem Schnellverfahren ausgespielt. Angefangen mit einer Vorrunde, über eine kurze Gruppenphase mit drei Mannschaften und den Play-off-Games. Rumänien brauchte erst in die Gruppenphase einsteigen. Den Osteuropäern wurden noch die Mannschaften aus Deutschland und Nordirland zugelost. Es fand nur ein Spiel gegen jede Mannschaft statt, so dass die Teams je einmal auswärts spielten und einmal Heimrecht hatten. Im ersten Spiel am 16. August 2006 siegte das Team klar gegen die nordirische Mannschaft mit 3:0. Weniger klar präsentierte sich das deutsche Team, die am 2. Spieltag „nur“ 3:2 gegen die Inselfußballer aus Nordirland gewann. So musste das letzte Spiel am 5. September 2006 zwischen Rumänien und Deutschland für den Einzug in die Play-offs entscheiden. Dabei setzte sich die BRD-Auswahl deutlich mit 5:1 durch.
Bei der Qualifikation zur Euro 2009 traf man auf Frankreich, Wales, Bosnien-Herzegowina und Malta. Für den Einzug in die Play-off-Runde musste der Sieg in dieser Gruppe erreicht werden. Gleich am 1. Spieltag gab es ein 1:1-Unentschieden gegen Frankreich. Auch das Rückspiel endete mit einem Unentschieden. So nahmen sich die Favoriten dieser Gruppen gegenseitig die Punkte. Da Frankreich bereits eine Niederlage gegen Wales einstecken und sich vorher die Punkte mit Rumänien teilen musste, war der letzte Spieltag dieser Gruppe am 9. September 2008 entscheidend. Die Franzosen trafen auf Bosnien-Herzegowina und gewannen dieses Spiel mit 1:0. Im abschließenden Gruppenspiel benötigte Rumänien einen Sieg gegen Wales, unterlag aber letztlich dem Gruppensieger vor heimischer Kulisse mit 0:3.

### Teilnahme bei U-21-Europameisterschaften
| 1978                        | nicht qualifiziert |
| 1980                        | nicht qualifiziert |
| 1982                        | nicht qualifiziert |
| 1984                        | nicht qualifiziert |
| 1986                        | nicht qualifiziert |
| 1988                        | nicht qualifiziert |
| 1990                        | nicht qualifiziert |
| 1992                        | nicht qualifiziert |
| 1994 in Frankreich          | nicht qualifiziert |
| 1996 in Spanien             | nicht qualifiziert |
| 1998 in Rumänien            | Viertelfinale      |
| 2000 in der Slowakei        | nicht qualifiziert |
| 2002 in der Schweiz         | nicht qualifiziert |
| 2004 in Deutschland         | nicht qualifiziert |
| 2006 in Portugal            | nicht qualifiziert |
| 2007 in den Niederlanden    | nicht qualifiziert |
| 2009 in Schweden            | nicht qualifiziert |
| 2011 in Dänemark            | nicht qualifiziert |
| 2013 in Israel              | nicht qualifiziert |
| 2015 in Tschechien          | nicht qualifiziert |
| 2017 in Polen               | nicht qualifiziert |
| 2019 in Italien             | Halbfinale         |
| 2021 in Slowenien & Ungarn  | Gruppenphase       |
| 2023 in Rumänien & Georgien | Gruppenphase       |

Bemerkung: Zwischen 1978 und 1992 wurde die Endrunde einer U-21-Europameisterschaft nicht in einem Land ausgetragen, sondern durch Hin- und Rückspiele in den jeweiligen teilnehmenden Nationen absolviert.

## Ehemalige Spieler
(Auswahl)
| - Răzvan Cociș - Bogdan Lobonț - Claudiu Keșerü - Ciprian Marica - Alexandru Maxim - Adrian Mihalcea | - Nicolae Mitea - Cătălin Munteanu - Marius Niculae - Ștefan Radu - Laurențiu Reghecampf - Lucian Sânmărtean | - Alin Stoica - Adrian Stoian - Mihai Tararache - Gabriel Torje - Adrian Ursea - Ianis Zicu |

## Trainer
(seit 1996)
| Name            | Zeitraum  |
| --------------- | --------- |
| Victor Pițurcă  | 1996–1998 |
| Tudorel Stoica  | 1998–1999 |
| Ion Moldovan    | 1999–2002 |
| Ilie Dumitrescu | 2002      |
| Nicolae Manea   | 2002–2005 |
| Florin Marin    | 2005–2006 |
| Emil Săndoi     | 2006–2013 |
| Bogdan Stelea   | 2013–2014 |
| Viorel Moldovan | 2014      |
| Mihai Teja      | 2014      |
| Cristian Dulca  | 2015–2016 |
| Daniel Isăilă   | 2016–2018 |
| Mirel Rădoi     | 2018–2019 |
| Adrian Mutu     | 2020–2021 |
| Florin Bratu    | 2021–2022 |
| Emil Săndoi     | 2022–2023 |
| Daniel Pancu    | 2023–     |